# Prim Sardjoe
Prim Koemar Sardjoe is een Surinaams bestuurder en politicus. Hij was hoofdbestuurslid van de Politieke Vleugel van de FAL (PVF) en kandideerde tijdens de verkiezingen van 2010 vergeefs voor een zetel in De Nationale Assemblée (DNA). Vijf jaar later was hij kandidaat voor de Nationale Partij Suriname (NPS). Deze keer ging de zetel eerst aan hem voorbij en viel hem die twee maanden later alsnog toe. Zijn intrede werd  echter de gehele zittingsperiode van vijf jaar verhinderd door assembléelid Diepak Chitan met hulp van de regeringscoalitie.

## Biografie
Sardjoe is afkomstig uit Jarikaba, een van de ressorten in Saramacca waar de PVF aan het begin van de 21e eeuw een grote achterban had. Sardjoe was rond 2010 penningmeester in het hoofdbestuur. Tijdens de verkiezingen van dat jaar was hij kandidaat voor een zetel in DNA. Hij kreeg 758 stemmen achter zich wat te weinig was om het nationale parlement binnen te komen.
Hij maakte daarna de overstap naar de NPS. Tijdens de verkiezingen van 2015 maakte de NPS deel uit van de alliantie V7 en kandideerde Sardjoe op deze lijst voor een zetel in DNA. Hij liep de zetel in eerste instantie mis, maar in juli 2015 kwam deze alsnog vrij, toen Diepak Chitan van Pertjajah Luhur (PL) – eveneens deelnemer aan V7 – overliep naar de regeringscoalitie en de PL hem terugriep. Chitan weigerde echter zijn zetel in te leveren, waarna meerdere rechtszaken om deze zetel werden gevoerd, evenals om de zetel van Raymond Sapoen die vrij had moeten vallen aan Mohammad Mohab-Ali (VHP). De twee afvallige DNA-leden werden hierbij gesteund door de regeringscoalitie van Desi Bouterse, die ondertussen een nieuwe terugroepwet aannam om te voorkomen dat de twee zetels teruggingen naar de oppositie. De definitieve beslissing viel uiteindelijk op 20 maart 2020, toen het Hof van Justitie bekrachtigde dat Chitan en Sapoen De Nationale Assemblée alsnog moesten verlaten. Tot in mei traineerde de regeringscoalitie door weg te blijven tijdens de stemming in DNA, waardoor het quorum niet bereikt werd om Sardjoe en Mohab-Ali toe te kunnen laten.
Ondertussen werd Sardjoe in mei 2016 op het partijcongres gekozen tot lid van de Adviesraad van de NPS. Tijdens de verkiezingen van 2020 – Sardjoe was nog steeds niet toegetreden tot DNA – was hij niet verkiesbaar.